# Australiasca queenslandica
Australiasca queenslandica är en svampart som beskrevs av Sivan. & Alcorn 2002. Australiasca queenslandica ingår i släktet Australiasca och familjen Chaetosphaeriaceae.   Inga underarter finns listade i Catalogue of Life.